# 남십자자리 카파
남십자자리 카파(κ Cru, HD 111973)는 산개성단 NGC 4755 내에 있는 분광쌍성이다. 이 별의 이름은 별이 속한 NGC 4755(보석 상자 성단, 남십자자리 카파 성단)의 별칭이기도 하다.

## 위치

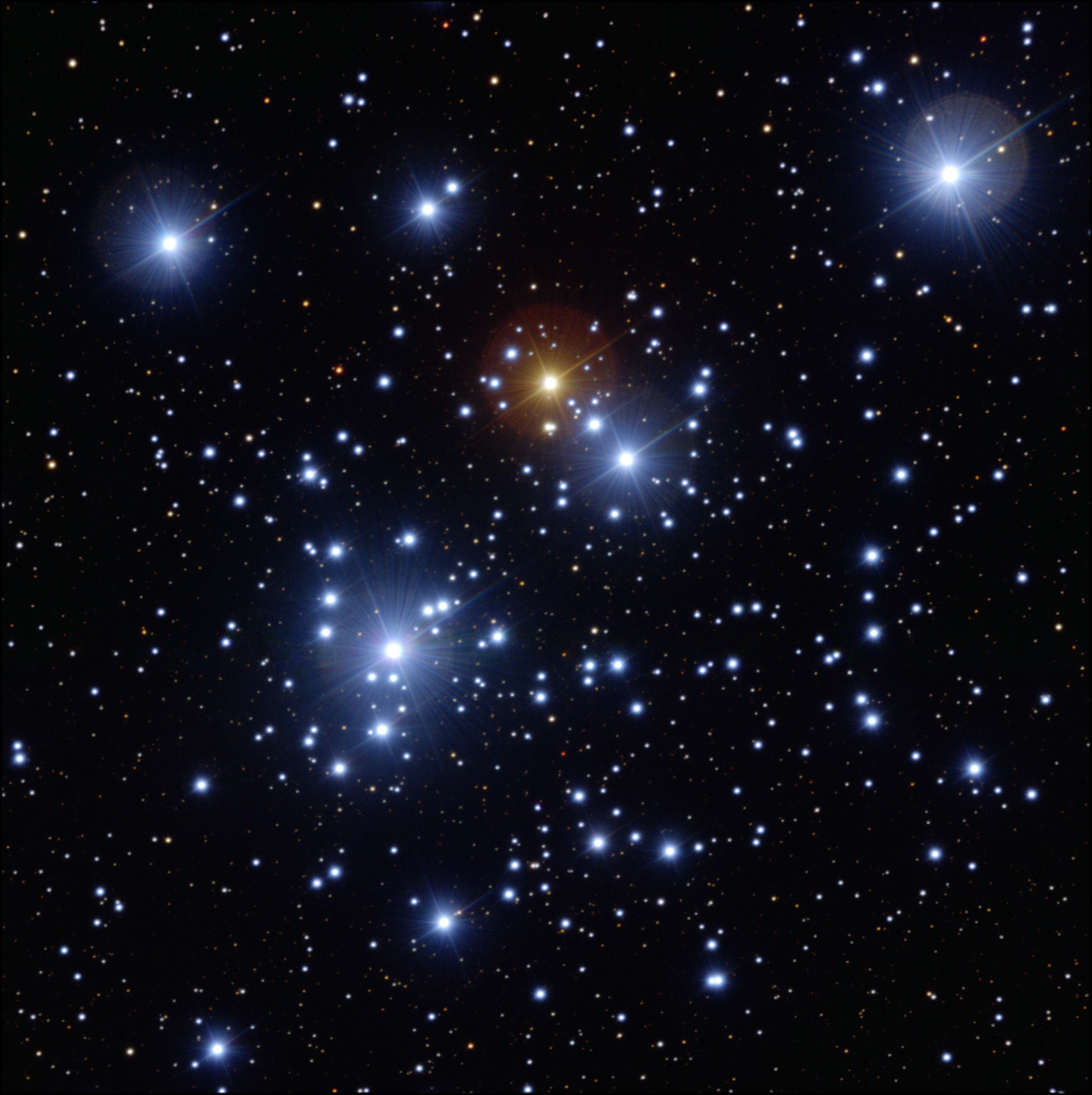
보석상자 성단의 사진.(Credit: ESO VLT)

남십자자리 카파는 보석상자 성단으로 더 잘 알려진 산개 성단 NGC 4755 내에서 매우 밝은 별들 중 하나이다. 성단 내 밝은 별들은 성단 중앙부에 로마자 'A' 모양으로 배열되어 있는데 카파는 오른쪽 다리 끝 부분에 해당된다. 보석 상자 성단은 더 큰 센타우루스자리 OB1 성협의 일부분이며 지구로부터 약 8,500 광년 떨어져 있다.
성단 및 남십자자리 카파는 남십자성의 왼쪽 팔 부분에 해당되는 남십자자리 베타로부터 남동쪽 방향으로 약 1도 거리에 있다.

## 특징
남십자자리 카파는 B3 분광형의 밝은 초거성(광도분류는 Ia형)이다. 분광선들에 나타나는 시선속도의 변화를 볼 때 카파는 분리되어 보이지 않는 짝별 하나를 거느리고 있는 것임을 알 수 있다. 남십자자리 카파의 광도는 태양의 10만 배 이상으로 이처럼 막대한 수치는 일부는 매우 뜨거운 표면 온도(26000 켈빈 이상)에, 일부는 거대한 부피에 기인한 것이다. 남십자자리 카파 성단 구성원들의 나이를 계산하면 약 1,120만 년으로 나온다.